# Powszechna Ordynacja Sądowa (Austria)
Powszechna Ordynacja Sądowa (niem. Allgemeine Gerichtsordnung) – austriacki kodeks postępowania cywilnego z 1 maja 1781 roku, wprowadzony w życie 1 stycznia 1784 roku za rządów Józefa II Habsburga.
Zawierał następujące rozwiązania szczegółowe:
- zasadę dyspozycyjności;
- kontradyktoryjności;
- pisemności;
- legalnej teorii dowodowej;
- instytucji apelacji do II instancji i odwołania do Najwyższej Izby Sprawiedliwości;
- licytacji sądowej nieruchomości i ruchomości w postępowaniu egzekucyjnym.

Na ziemiach polskich obowiązywała od 1784 roku dla ziem I rozbioru, tj. Galicji (Galicja i Lodomeria, które zostały zajęte przez Austrię w 1772 roku) i od 1795 roku dla ziem III rozbioru tj. Galicji Zachodniej (Małopolska, Świętokrzyskie, Lubelszczyzna, wschodnie Mazowsze). Potem wprowadzono Powszechną Ordynację Sądową dla Galicji Zachodniej (Allgemeine Gerichtsordnung für Westgalizien) z 19 grudnia 1796 roku, która obowiązywała dla Galicji Zachodniej od 1 maja 1797 roku, a dla Galicji właściwej od 1807 roku. Przepisy te bowiem wdrożono eksperymentalnie na obszarze III rozbioru a potem rozciągnięto ich moc obowiązującą na obszar I rozbioru (w II rozbiorze Austria udziału bowiem nie brała). Wskutek objęcia terenów Galicji Zachodniej przez Księstwo Warszawskie, austriackie przepisy postępowania cywilnego zostały zastąpione na terenie Księstwa przez francuski kodeks postępowania cywilnego z 1806 roku, obowiązujący tam od 15 sierpnia 1810 roku.